# The Boerenzonen op Speed
The Boerenzonen op Speed is een Belgische band uit het Leuvense die in de tweede helft van de jaren 90 als grap werd opgericht; de band was een onderdeel van een radioprogramma van Radio Scorpio. Zelf omschrijven ze hun muziekstijl als triphoptractorpunk.

## Geschiedenis
In 1996 had de groep een radiohit met het nummer "Vliegtuig ('k Ga u komen halen)". Nadat hun tweede single "Vel tegen vel" eveneens een bescheiden radiohit was geworden, kwam de groep in 1997 op de proppen met een eerste album: 100% Emo (200% Amu). Het album was een mengelmoes van stijlen, variërend van rock tot metal, en van triphop tot jungle. Mies Meulders (toen bekend van de groep De Lama's) en Tom Lumbeeck (bekend van Belgian Asociality) leverden een gastbijdrage.
Er stonden ook twee covers op: eentje van Louis Neefs ("Jennifer Jennings") en eentje van Tom Waits ("Onze pa is dood"). Met het laatste lied op het album, "Boerenzonen op Weed", was het eens te meer duidelijk dat de groep muziek maakte met een knipoog: het nummer was een dertien minuten durende song met hoofdzakelijk natuur- en dierengeluiden.
Wat volgde waren enkele optredens op Belgische podia en festivals. In 1999 werd besloten om een punt te zetten achter de groep.
In 2010 bracht de groep niettemin opnieuw een lied uit, getiteld "Van den dop naar 't café (feat. Tafkalv)". Na dit tussendoortje kwamen ze in oktober 2011 uit met de (echte) comebacksingle "Gemeen".

## Bandleden
- Zanger: Ben Lumbeeck
- Zanger, bassist: Erik Lesire
- Gitarist:  Carl Vandervoort
- Drummer: Verik

## Discografie

### Singles
- Vliegtuig ('k Ga u komen halen) (1996)
- Vel tegen vel (1996)
- Zaaien (1997)
- Eén voor u (en twee voor mij) (1997)
- Gemeen (2011)
- Staken (2016)

### Album
- 100% Emo (200% Amu) (1997)